# Крушение теплохода «Сальвадор Альенде»
Крушение теплохода «Сальвадор Альенде» произошло ночью 8—9 декабря 1994 года в северной части Атлантического океана. Погибли 29 из 31 члена экипажа.
Теплоход «Сальвадор Альенде» был построен верфью Warnowwerft в Варнемюнде, на территории тогдашней ГДР, и был спущен на воду 30 июля 1973 года. Судно имело валовую вместимость 10 977 тонн и дедвейт 12 007 тонн, длину 150 м и ширину 21,8 м. Оно приводилось в движение одним дизельным двигателем, который обеспечивал рабочую скорость 19 узлов (35 км/ч). На момент гибели «Сальвадор Альенде» принадлежал Черноморскому пароходству Украины.
В начале декабря 1994 года «Сальвадор Альенде» направлялся на восток из порта Фрипорт, штат Техас, США, в Хельсинки, Финляндия, с 31 членом экипажа на борту и грузом риса, когда столкнулся с сильным штормом. Поздним вечером 8 декабря экипаж подал сигнал бедствия, сообщив, что судно набирает воду и кренится. Ранним утром 9 декабря «Сальвадор Альенде» затонул примерно в 850 милях (1370 км) к юго-востоку от Новой Шотландии. Береговая охрана США начала спасательную операцию при содействии коммерческих судов и военных самолётов как из США, так и из Канады. В течение дня по меньшей мере три корабля и канадский самолёт обнаружили выживших в воде на спасательных шлюпках и плавающих обломках, но из-за сильного волнения и надвигающейся ночи береговая охрана решила подождать до следующего дня, чтобы попытаться их найти.
Перед рассветом 10 декабря грузовое судно «Торунген» забрало одного выжившего с «Сальвадора Альенде», второго помощника капитана корабля. Поздно утром экипаж вертолёта Национальной гвардии ВВС Нью-Йорка спас второго моряка, плававшего в воде, примерно в 75 милях (121 км) от затонувшего судна. Были обнаружены тела семи погибших; остальные 22 человека не были найдены.

## Сведения о судне
В Германской Демократической республике в г. Ростоке на судоверфи Warnowwerft для Советского Союза с 1972 по 1976 г. были построены 16 судов типа «Варнемюнде». Все они, кроме «Сальвадора Альенде» были распределены между двумя пароходствами – Балтийским морским пароходством и Дальневосточным морским пароходством, и только одно судно «Сальвадор Альенде» было передано Черноморскому морскому пароходству.

### Основные технические данные
Судно одновинтовое, трехпалубное, главный двигатель – дизель, повышенный надводный борт, с кормовым расположением помещения машинного отделения и надстройки. Повышенный бак, бульбообразный нос и транцевая корма.
- Класс регистра КМ Л2.
- Регистровая вместимость валовая 10977 р. т., чистая 6093 р. т.
- Скорость хода в полном грузу 18,5 узла, в балласте 19,4 узла.
- Дальность автономного плавания 12500 миль.
- Экипаж 33 чел., имеется 6 дополнительных мест.
- Четыре грузовых трюма.
- Киповая вместимость 17623 м³.
- Зерновая вместимость 17878 м³.
- Может брать контейнеры 368 TEU.
- Приспособлен для перевозки пакетированного леса объёмом 17623 м³.
- Длина наибольшая 150,4 м
- Длина между перпендикулярами 140,1 м
- Ширина на миделе 21,8 м
- Высота борта 13,6 м
- Осадка по летнюю грузовую марку 8,84 м
- Водоизмещение в полном грузу 18560 т
- Дедвейт 12050 т
- Грузоподъёмность 10136 т
- Тип люковых закрытий на трюмах и в твиндеках – секционные, раскатывающиеся.
- Гребной винт переменного шага, диаметр 5,2 м.

В 1993 году теплоход «Сальвадор Альенде» прошёл ремонт в г. Ростоке (ГДР) и получил заключение о годности и классе от Калининградского филиала Морского регистра Российской Федерации.

## Обстоятельства крушения
Экипаж возглавлял капитан С. М. Чулюков, 1957 г.р. Для него это был первый рейс на судне «Сальвадор Альенде». Груз составил 7307 т риса в мягких контейнерах для перевозки сыпучих грузов (англ. big bags). Крепление груза  в трюмах и твиндеках было выполнено дюймовым капроновым тросом, закреплённым по бортам. Судя по фотографиям расположения груза в трюмах, пустоты между мешками составляли до 25 %. На момент отхода средняя осадка судна составила 7,46 м, метацентрическая высота h = 0,65 м, при допустимой h > 0,2 м.
Капитан планировал идти южным путём до Азорских островов и далее через Английский канал, рассчитывая  обойти зону штормовой погоды в зимнее время в Северной Атлантике. Однако оператор «Silver line» отказал в этом капитану, мотивируя это тем, что в этом случае путь удлиняется на 146 миль, и предложил воспользоваться услугами канадского бюро «Marincom», выполняющего проводки судов через Северную Атлантику оптимальными путями.
В ночь с 1 на 2 декабря 1994 года, закончив погрузку в порту Фрипорт, судно вышло в рейс на Хельсинки, куда планировалось прийти 17–18 декабря. 4 декабря судно вышло в Атлантический океан и было взято под проводку канадского метеоцентра и далее следовало курсом, рекомендованным метеоцентром. 6 декабря радисты приняли карту погоды, на которой был виден мощный шторм, догонявший судно. Капитан сообщил в компанию Тринитас (Trinitas), которая выполняла диспетчерские функции, о принятом решении изменить курс судна и уйти от надвигающейся опасности. Однако оператор потребовал следовать рекомендованным метеоцентром кратчайшим курсом.